# Larsenianthus
Larsenianthus är ett släkte av enhjärtbladiga växter. Larsenianthus ingår i familjen Zingiberaceae.
Kladogram enligt Catalogue of Life:
| Larsenianthus | \| \| Larsenianthus arunachalensis \| \| \| \| \| \| Larsenianthus assamensis \| \| \| \| \| \| Larsenianthus careyanus \| \| \| \| \| \| Larsenianthus wardianus \| \| \| \| |
|               | \| \| Larsenianthus arunachalensis \| \| \| \| \| \| Larsenianthus assamensis \| \| \| \| \| \| Larsenianthus careyanus \| \| \| \| \| \| Larsenianthus wardianus \| \| \| \| |
|               | Larsenianthus arunachalensis |
|               | |
|               | Larsenianthus assamensis |
|               | |
|               | Larsenianthus careyanus |
|               | |
|               | Larsenianthus wardianus |
|               | |

## Bildgalleri

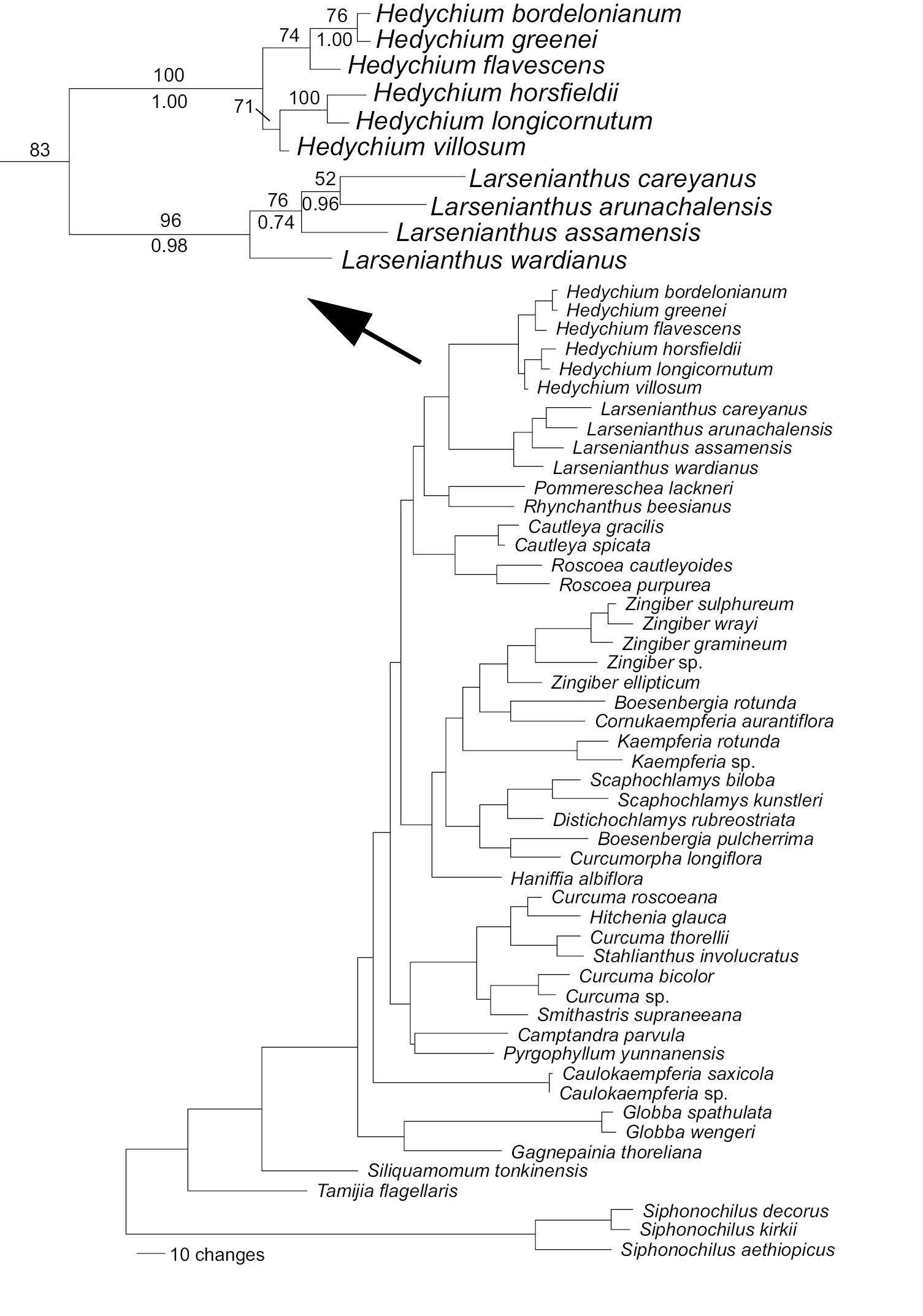